# همام بن رياح التميمي
همام بن رياح بن يربوع بن حنظلة التميمي (تُوفي سنة 126ق.هـ/500م) شاعر ومُعمّر جاهلي، أورد له السجستاني أبياتًا، لعلها مصنوعة أمه وخمة، وله ثلاث أولاد: عمر، وأسعد، وجابر.

## شعرها
له قصيدة على البحر الطويل: